# Szufa
Szufa (héberül: סוּפָה) kibuc Dél-Izraelben. Az északnyugati Negev-sivatag Hevel Shalom területén található, és az Eshkol Regionális Tanács fennhatósága alá tartozik. Lakosainak száma 234 fő (2015).
Egy határátkelő volt Izrael és a Gázai övezet között, amelyet a kibucról neveztek el, de Izrael 2008-ban véglegesen lezárta.

## Kibuc
A kibucot 1982-ben alapították a Sínai-félszigeten lévő Szufa egykori lakosai, mert otthonukat az egyiptomi–izraeli békeszerződés részeként evakuálták. Nevét az eredeti településen előforduló heves homokviharokról kapta. A kibuctól északra, ahol Nirim volt 1946-1949-ig, található a Dangur emlékhely, amely a Nirim elleni egyiptomi támadás áldozatainak állít emléket, és egy emlékmű a nyolc elesett katona számára.
Szufa azoknak az izraeli falvaknak volt az egyike, amelyek rövid ideig a Hamász ellenőrzése alatt álltak a 2023-as Izrael–Hamász-háború alatt. A Caracal zászlóalj női harckocsi-szakaszának fontos volt a kibuc visszafoglalása.

## Határátlépés
A szufai határátkelőt az izraeli farmokon dolgozó palesztinok használták. A második intifáda (2000–2005) idején a határátkelőt és a mellette lévő katonai bázist több palesztin támadás érte, az átkelőt időszakosan lezárták. 2007 októberében az átkelőt lezárták, így a Kerem Shalom átkelő maradt az egyetlen belépési pont. Novemberben, annak ellenére, hogy az IDF tiltakozása szerint nehezebb volt őrizni, mint a Kerem Shalomot, Vilnai Matan védelmi miniszterhelyettes úgy döntött, hogy újra megnyitja az átkelőt.

## Fordítás
Ez a szócikk részben vagy egészben  a   Sufa, Israel című angol Wikipédia-szócikk ezen változatának fordításán alapul.  Az eredeti cikk szerkesztőit annak laptörténete sorolja fel. Ez a jelzés csupán a megfogalmazás eredetét és a szerzői jogokat jelzi, nem szolgál a cikkben szereplő információk forrásmegjelöléseként.